# Het Parool
Het Parool ist eine niederländische Tageszeitung. Einstmals überregional, wurde 1997 der Schwerpunkt auf die Hauptstadt Amsterdam, die auch der Redaktionssitz ist, gelegt. Die Zeitung wird jedoch nach wie vor auch landesweit gelesen. Het Parool wurde 1941 als illegale Untergrundzeitung gegründet und erscheint seit 2003 im Verlag „Onverveerd“, der nach dem Ausscheiden aus dem früheren Mutterkonzern PCM Uitgevers eigens zum Zweck der Herausgabe der Zeitung gegründet worden ist. Im ersten Quartal 2008 betrug die bezahlte Auflage der Zeitung 64.251 Exemplare. Chefredakteur ist seit 2015 Ronald Ockhuysen.

## Geschichte
Im Juli 1940 veröffentlichte Frans Goedhart zum ersten Mal De nieuwsbrief van Pieter 't Hoen, ein gegen die deutsche Besatzung im Zweiten Weltkrieg gerichtetes mehrseitiges illegales Dokument, das er von da an mit weiteren (monatlich zwei bis vier) Ausgaben fortsetzte. Im selben Jahr begann er nach gleichgesinnten Mitarbeitern zu suchen, mit denen er zusammen im Februar 1941 schließlich die erste Ausgabe von Het Parool als Widerstandszeitung herausgab. Während der Besatzung wurden einige der Mitarbeiter hingerichtet oder starben im Konzentrationslager, Goedhart selbst wurde beim Versuch, nach England zu fliehen, verhaftet und zum Tode verurteilt, konnte jedoch später entkommen. Nach dem Zweiten Weltkrieg verlor er den Machtkampf um den Posten des Chefredakteurs von Het Parool und musste diesen seinem Namensvetter Gerrit Jan van Heuven Goedhart überlassen. Goedhart war anschließend an der Gründung der Partij van de Arbeid beteiligt und von 1946 bis 1971 (ab 1970 als unabhängiger Abgeordneter) im niederländischen Unterhaus.
Het Parool wurde zunächst eine der größten Zeitungen der Nachkriegsniederlande. Im Jahr 1968 schloss sie sich mit de Volkskrant zum Gemeinschaftsunternehmen „Perscombinatie“ (heute De Persgroep Nederland) zusammen, wo sie mit einem Anteil von 60:40 zunächst die dominierende Hälfte war. Diese Aktion hat jedoch den stetigen Auflagenverlust nicht stoppen können, der nach 1960 einsetzte und dreißig Jahre lang fortdauerte. 1997 wurde die Zeitung auf Amsterdam ausgerichtet, wurde jedoch nicht gänzlich zur Lokalzeitung, da sie auch außerhalb Amsterdams gelesen wird. Im Januar 2003 wurde Het Parool aus PCM Uitgevers, denen mittlerweile auch die Zeitungen Algemeen Dagblad, NRC Handelsblad und Trouw angehörten, ausgegliedert, nachdem der belgische Medienkonzern „De Persgroep“ als Großaktionär in die Zeitung eingestiegen war. Aufgrund des Einbruchs des Anzeigenmarktes wurde in diesem Jahr ein Viertel der Redaktionsmitglieder entlassen. Die Zeitung ist ihren politischen Wurzeln über die Jahre treu geblieben und gilt auch heute noch als sozialdemokratisch ausgerichtet.
Het Parool erscheint seit 2004 im Tabloid-Format. Nachdem Chefredakteur Erik van Gruijthuijsen zum 1. März 2007 als neuer Direktor und Chefredakteur zur Nachrichtenagentur Algemeen Nederlands Persbureau (ANP) gewechselt hatte, wurde nach einer längeren Suche im Juli 2007 Barbara van Beukering, seit 2002 Chefin des Volkskrant-Magazins, zur Nachfolgerin erkoren.

### Internet
- 1997 – Die Zeitung ging im August mit einer Online-Ausgabe online[3] (zuvor hatte die Zeitung auf ihrem Online-Auftritt seit 1996 lediglich auf eine Preisliste verwiesen)[4]
- 2004 – Im November kamen RSS-Web-Feeds hinzu.
- 2005 – Im Januar wurde die Online-Ausgabe durch Podcasts ergänzt. Erst ab diesem Zeitpunkt wird dieses Angebot auf der Homepage zentral aufgeführt, das Archiv enthält Beiträge, die bis Dezember 2002 zurückreichen

### Bisherige Chefredakteure
| Gerrit Jan van Heuven Goedhart | 1945–1950 |
| Peter John Koets               | 1951–1961 |
| Herman W. Sandberg             | 1961–1981 |
| Wouter Gortzak                 | 1981–1987 |
| Sytze van der Zee              | 1988–1996 |
| Matthijs van Nieuwkerk         | 1996–2000 |
| Erik van Gruijthuijsen         | 2001–2007 |
| Barbara van Beukering          | 2007–2014 |
| Ronald Ockhuysen               | 2015–     |

## Auflagenentwicklung
Het Parool erreichte 1960 mit einer bezahlten Auflage von 236.900 den bisherigen Höchstwert. Seitdem fiel die Auflage bis zum Jahr 1990 beständig, allerdings war die Zeitung zum Zeitpunkt des Zusammenschlusses mit de Volkskrant zur „Perscombinatie“ immer noch die auflagenstärkere. Seit 1990 konnten nach dem Tiefststand von knapp über 120.000 erstmals wieder minimale Auflagengewinne verzeichnet werden. Durch die neuen Konkurrenten in Form des Internets und des seit Juli 1999 erscheinenden niederländischen Ablegers der schwedischen Gratiszeitung metro wurde jedoch wieder ein neuer Abwärtstrend eingeleitet, der bislang noch nicht gestoppt werden konnte.
| Bezahlte Auflage seit der Ermittlung durch das „Oplage Instituut“ |        |        |        |        |        |        |        |        |
| Jahr                                                              | 2000   | 2001   | 2002   | 2003   | 2004   | 2005   | 2006   | 2007   |
| Auflage                                                           | 78.705 | 75.039 | 71.164 | 72.311 | 71.047 | 69.598 | 64.113 | 63.940 |